# Sigfrit Steiner
Sigfrit Steiner (* 31. Oktober 1906 in Basel; † 21. März 1988 in München) war ein Schweizer Schauspieler, Filmregisseur und Drehbuchautor.

## Leben
Der Sohn eines Zahnarztes und einer Schauspielerin absolvierte seine Ausbildung an der Schauspielschule des Deutschen Theaters Berlin unter Max Reinhardt und debütierte als Bühnendarsteller 1928 in Gera. Zahlreiche Theaterengagements sollten folgen, unter anderem in Berlin, Luzern, Bern, Zürich und München. Von 1972 bis 1974 war Steiner Mitglied des Wiener Burgtheaters.
Sein Filmdebüt gab er 1938 mit der Schweizer Filmproduktion Füsilier Wipf (Regie: Leopold Lindtberg). Chiel Weissmann von der Filmverleihfirma Emelka zeigte 1941 den Film Das Menschlein Matthias. Die Hauptdarsteller waren u. a. Steiner, Röbi Rapp, Leopold Biberti, Hermann Gallinger, Petra Marin, Hans Fehrmann, Walburga Gmür, Ditta Oesch, Marga Galli und Edwige Elisabeth. Regie führte Edmund Heuberger.
Als der Roman Der doppelte Matthias und seine Töchter 1941 von Meinrad Lienert verfilmt wurde, führte Steiner Buch und Regie. Die Aufnahmeassistenz hatte Walter Kägi, die Musik schrieb Robert Blum. Der Film wurde in der Gegend von Einsiedeln oberhalb Oberibergs auf der «Guggern» gedreht.
Es folgten über 200 Rollen in Film und Fernsehen, wie z. B. 1958 in Es geschah am hellichten Tag und Der Schinderhannes, 1962 in Georg Kreislers Parodie Sodom und Andorra, 1966 in Ohne festen Wohnsitz mit Hans Pössenbacher oder im selben Jahr als Dr. Stass in einer Folge der Serie Raumpatrouille. Steiner wirkte ausserdem in einigen amerikanischen Produktionen wie Brass Target (1978; mit John Cassavetes, George Kennedy, Sophia Loren), Wagner (1983; mit Richard Burton, Vanessa Redgrave, Laurence Olivier) oder Duet For One (1986; mit Julie Andrews, Max von Sydow, Liam Neeson) mit. Daneben war er auch Regisseur und Autor, so zum Beispiel in dem Filmdrama Steibruch von 1942.
Für seine darstellerischen Leistungen erhielt er 1964 und 1981 das Filmband in Gold sowie 1976 den Preis der internationalen evangelischen Filmjury der Berlinale.
Steiner war bis zu seinem Tod in dritter Ehe mit der Journalistin und Autorin Anne Rose Katz verheiratet. Er starb 1988 im Alter von 81 Jahren. Seine Grabstätte befindet sich auf dem Friedhof von Volkach am Main.

## Filmografie (Auswahl)
- 1926: Metropolis (als Statist)
- 1938: Füsilier Wipf
- 1939: Kriminalkommissar Studer (Wachtmeister Studer)
- 1940: Ist Dr. Ferrat schuldig? (Dilemma)
- 1941: Das Menschlein Matthias
- 1941: Bider der Flieger
- 1941: Der doppelte Matthias und seine Töchter
- 1942: Menschen, die vorüberziehen
- 1942: Gottesmühlen (Steibruch) (Buch und Regie)
- 1945: Die letzte Chance
- 1947: § 51 – Seelenarzt Dr. Laduner (Matto regiert)
- 1948: Die Gezeichneten (The Search)
- 1948: Nach dem Sturm
- 1950: Land der Sehnsucht
- 1952: Palast Hotel (Palace Hotel)
- 1953: Sie fanden eine Heimat (Unser Dorf)
- 1954: Der Prozess der Zwanzigtausend
- 1955: Polizischt Wäckerli
- 1955: … Und ewig ruft die Heimat (Uli der Pächter)
- 1956: In allen Gassen wohnt das Glück (Oberstadtgass)
- 1957: Konditorei Zürrer (Bäckerei Zürrer)
- 1957: Taxichauffeur Bänz
- 1957: Der Richter und sein Henker
- 1958: Es geschah am hellichten Tag
- 1958: Der kaukasische Kreidekreis
- 1958: Der Schinderhannes
- 1959: Du gehörst mir
- 1960: Der Teufel hat gut lachen
- 1960: Der Hauptmann von Köpenick
- 1961: Die Falle
- 1961: Anne Bäbi Jowäger – 2. Teil: Jakobli und Meyeli
- 1962: Verräterische Spuren
- 1962: Der kleine Lord
- 1963: Ein Mann im schönsten Alter
- 1963: Das Kriminalmuseum – Zahlencode N
- 1964: Tod um die Ecke
- 1964: Die fünfte Kolonne – Eine Puppe für Klein-Helga
- 1964: Lydia muss sterben (Fernsehfilm)
- 1964: Sie werden sterben, Sire (Fernsehfilm)
- 1964: Das Kriminalmuseum – Tödliches Schach
- 1965: Der Nachtkurier meldet – Briefe aus dem Dunkel
- 1965: Bernhard Lichtenberg (Fernsehfilm)
- 1966: Die fünfte Kolonne – Das verräterische Licht (Fernsehserie)
- 1966: Um null Uhr schnappt die Falle zu
- 1969: Pater Brown – Hölle, Hölle, Hölle
- 1969: Der Kommissar – Auf dem Stundenplan: Mord
- 1972: Der Fall
- 1972: Im Namen der Freiheit (Fernsehfilm)
- 1972: Der Schrei der schwarzen Wölfe
- 1973: Der Fußgänger
- 1973: Der Kommissar – Schwarzes Dreieck
- 1973: Der rote Schal
- 1975: Ein Fall für Männdli – Rosenmörder
- 1975: Die Magd
- 1975: Tatort – Das zweite Geständnis
- 1976: Die plötzliche Einsamkeit des Konrad Steiner
- 1977: Waldrausch
- 1977: Heinrich
- 1977: Mond Mond Mond
- 1978: Verstecktes Ziel (Brass Target)
- 1978: Geschlossene Gesellschaft (Fernsehfilm)
- 1978: Polizeiinspektion 1 – Die Zeitungsrosl
- 1979: Brot und Steine
- 1979: Die Leidenschaftlichen
- 1979: Das gefrorene Herz
- 1979: Nathan der Weise
- 1979: Die Buddenbrooks
- 1980: Nirgendwo ist Poenichen – Fernseh-Mehrteiler
- 1980: Tatort: Spiel mit Karten
- 1981: Der Mond ist nur a nackerte Kugel
- 1981: Derrick – Tod eines Italieners
- 1982: Der Alte – Tod am Sonntag
- 1982: Imperativ
- 1982: Spätholz
- 1983: Die schwarze Spinne
- 1983: Wagner – Das Leben und Werk Richard Wagners
- 1983: Eine Liebe in Deutschland
- 1984: Glut
- 1984: Derrick – Tödlicher Ausweg
- 1985: Die Schwarzwaldklinik Folge 3: «Der Weltreisende»
- 1985: Die Frau mit den Karfunkelsteinen (Fernsehfilm)
- 1986: Lisa und die Riesen
- 1986: Vaterland (Fatherland)
- 1986: Der Alte – Das Attentat
- 1987: Wenn ich die Antwort wüßte
- 1987: Flucht mit Luzifer (Miniserie)
- 1989: Die Nacht des Schleusenwarts (La nuit de l’eclusier)